# トーエイライト
トーエイライト株式会社（英: TOEI LIGHT CO., LTD.）は、「TOEI LIGHT〈トーエイライト〉」「XYSTUS〈ジスタス〉」のブランドで体操器具などを製造する日本の企業。

## 沿革
- 昭和12年3月 - 斉藤繁信が個人にて金属運動具製造販売を開始する。
- 昭和18年2月 - 軍需省指定工場となり、企業整備のため日本金属運動具工業株式会社の傘下に合同。
- 昭和21年4月 - 終戦により金属運道具製造販売を再開。
- 昭和26年6月 - 有限会社藤栄運動具製作所を設立、斎藤繁信代表取締役となる。
- 昭和35年3月 - 工事部を設置し、体育器具などの製造を開始。
- 昭和39年2月 - 東京都台東区に新工場設立。
- 昭和42年2月 - 埼玉県草加市に工場移転。
- 昭和43年5月 - 株式会社藤栄に組織変更。
- 昭和47年7月 - 資本金574万円に増資。
- 昭和49年6月 - 資本金700万円に増資。
- 昭和51年5月 - 優良申告法人として表敬
- 昭和51年9月 - 資本金1,000万円に増資。現在地に本社ビル建築。
- 昭和57年6月 - 優良申告法人として再表敬される。
  - 11月 - 資本金2,000万円に増資。
- 昭和60年4月 - 代表取締役社長斎藤繁信が会長、専務取締役大江俊英が代表取締役社長にそれぞれ就任
- 昭和62年5月 - 優良申告法人として再表敬される。
- 昭和62年10月 - 取締役会長斎藤繁信死去。
- 昭和62年11月 - 東京都台東区に商品センター開設。埼玉県草加市に配送センター開設。
- 平成3年7月 - 東京都台東区にパーキング開設。
- 平成3年9月 - 営業部門拡張強化のため移転。
- 平成4年3月 - 社員厚生施設として東急ハーベストクラブ加入。
- 平成4年5月 - 優良法人として再表敬される。
- 平成5年3月 - 資本金3,000万円に増資。
- 平成6年2月 - 資本金4,500万円に増資。
- 平成7年5月- 埼玉県草加市に新本社ビル建築、全部門を移転。
- 平成9年5月 - 優良申告法人として再表敬される。
- 平成14年1月 - 業務拡張に伴い物流センター開設。(第一倉庫)
- 平成14年5月 - 優良申告法人として再表敬される。
- 平成17年2月 - 業務拡張に伴い第二倉庫新設。
- 平成19年1月 - 人々が健康の輝きと喜びを分かち合う場をプロデュースする新ブランド『XYSTUS(ジスタス)』を展開。
- 平成19年2月 - ト－エイライト株式会社に社名変更。
- 平成21年6月 - 業務関連施設棟新設。
- 平成22年2月 - 平成21年新設棟が、草加市より意匠に様々な工夫が凝らされ優れた景観を形成していると評価され、「草加市まちなみ景観賞」を受賞。
- 平成24年9月 - 代表取締役社長大江俊英を会長、専務取締役大江英樹を代表取締役社長にそれぞれ就任。
- 平成28年2月 - 物流施設新設。
- 平成28年9月 - トーエイライトブランドのサブマークを制定
- 平成29年2月 - 資本金9,300万円に増資
- 平成30年1月 - 決算期を1月31日に変更